# Примирительная теория права
Примирительная теория (теория примирения, примирительная школа происхождения права, интегрированная теория, коммуникативная теория) — направление в теории и философии права, представители (Г. Берман, Э. Аннерс и др.) которого считают, что право «возникло не для урегулирования отношений внутри рода, а для упорядочения отношений между родами».
Данная теория в Европе и Северной Америке является одной из самых популярных теорий происхождения права. Примирительная теория основывается на многочисленных исторических фактах, таких как конфликты, войны, продолжающиеся на протяжении всего существования человечества, а также кровная месть как единственная и универсальная санкция за обиду, которая была нанесена всему роду.
Примирительная теория происхождения права возникла как объединение (синтез) четырёх классических школ: юридический позитивизм, теория естественного права, социологическая юриспруденция и историческая школа.
Сначала примирительная теория называлась интегрированной. Термин «интегрированное правопонимание» было введено и сформулировано американским профессором Джеромом Холлом. Он соединил теорию естественного права как идею о моральной ценности права, социологическую теорию права как идею о социальных условиях формирования и функционирования права, а также позитивистскую теорию права как идею о юридических понятиях и терминах.
По Гарольду Берману, право — это «тип социального действия, процесс, в котором нормы, ценности и факты — и то, и другое, и третье — срастаются и актуализируются».
Но по мнению основоположников примирительной теории право есть социальная функция, которая существует в качестве примирителя конфликтных ситуаций, а также результат примирения. Источниками права, согласно примирительной теории, являются договоры примирения, существовавшие ещё в первобытнообщинном обществе.
Примирительное право существовало сначала в устной форме (мифы, обычаи, традиции), а затем и в письменной (законы, нормативные договоры и т. д.).
Теория примирения делится на договорной и компромиссный характер[прояснить]. Основным аргументом у критиков является обвинение в том, что теория примирения не учитывает регулятивные причины проявления права.

## Механизм примирительной теории
Право возникло для упорядочивания отношений между отдельными родами. Рода сначала враждовали друг с другом, позже они заключили перемирия, затем определённые правила, которые трансформировались в договора примирения, в которых устанавливались определённые санкции за нарушение договора. Со временем отношения усложнялись, количество договоров и нарушений этих договоров возрастало и в последующем возникло право.
Право не могло возникнуть внутри рода, так как внутри одного рода конфликты почти отсутствовали, а если и возникали, то разрешались очень быстро.

## Недостатки примирительной теории
Можно выделить два недостатка в данной теории. Первый недостаток — в примирительной теории не учитывается тот факт, что право существует не только как примирительная норма, но и как регулятивная. Также не учитывается то, что «разрешение конфликтов необходимо, но гораздо эффективнее их не допускать».

## Заключение
Примирительная теория происхождения права имеет рациональные основания, но не может быть универсальной теорией, объясняющей причины, породившие право.

## Краткая биография Джерома Холла
Джером Холл (англ. Jerome Hall) родился в 1901 году в Сан-Франциско. Холл — ученый-правовед, философ права, специалист по американскому праву и юриспруденции; почётный профессор Гастингского колледжа права.
С 1923 по 1929 год занимался юридической практикой в Чикаго. В 1929 году стал профессором права в Университете Дакоты, преподавал. Читал лекции по философии, юриспруденции и этике. В 1935 году стал доктором права Школы права Колумбийского университета и доктором юриспруденции Гарвардской школы права.
Джером Холл считается пионером в междисциплинарном анализе правовых проблем. Член юридического факультета Университета Индианы с 1939 по 1970 гг. Был президентом Американского общества по политической и правовой философии и в то же время возглавлял американскую секцию Международной ассоциации по философии права и социальной философии.
Принимал участие в реконструкции правовой системы Кореи в 1954 году. За это позже стал почётный директором Корейского юридического института, а также читал лекции в Японии, на Тайване, на Филиппинах и в Индии. В Европе читал лекции в Лондонском университете, Королевском университете в Белфасте.
В 1935 года опубликовал работу «Кража, закон и общество», в 1938 г. «Чтения в юриспруденции». Написал «Общие принципы уголовного права» в 1947 году, он считал его «важным трактатом по уголовному праву американской правовой науки». Последней публикацией является труд «Закон, социология и уголовное право», опубликованное в 1982 году.
Его книги были переведены на японский, корейский, немецкий, французский и португальский языки.
Джером Холл умер 1 марта 1992 года в возрасте 91 года в Тихоокеанском пресвитерианском медицинском центре в Сан-Франциско. По данным Колледжа права Университета Гастингса причиной смерти Холла является воспаление лёгких.